# Vojska
Vojska (en serbe cyrillique : Војска) est un village de Serbie situé dans la municipalité de Svilajnac, district de Pomoravlje. Au recensement de 2011, il comptait 844 habitants.

## Démographie

### Évolution historique de la population
| 1948  | 1953  | 1961  | 1971  | 1981  | 1991  | 2002  | 2011 |
| ----- | ----- | ----- | ----- | ----- | ----- | ----- | ---- |
| 1 629 | 1 688 | 1 619 | 1 488 | 1 421 | 1 345 | 1 050 | 844  |

|  |